# Òxatres (germà d'Artaxerxes II)
Òxatres (en llatí Oxathres, en grec antic Ὀξάθρης Oxáthres) fou un príncep aquemènida, germà petit d'Artaxerxes II de Pèrsia.
El seu germà el tractava amb molta amabilitat i estimació i fins i tot tenia el privilegi de compartir la taula del rei, un ús contrari a l'etiqueta de la cort persa. En parla Plutarc. Ctèsies de Cnidos li dona el nom d'Oxendras.